# Gosia Rdest
Gosia Rdest, właśc. Małgorzata Rdest (ur. 14 stycznia 1993 w Żyrardowie) – polska zawodniczka startująca w wyścigach samochodowych, startująca w W Series – serii wyścigowej przeznaczonej wyłącznie dla kobiet.
Uczestniczy w wyścigach od 12 roku życia. Zasiadała za kierownicą w seriach wyścigowych takich jak brytyjska Formuła 4, VW Scirocco R-Cup, Audi Sport TT Cup, ADAC TCR Germany oraz GT4 European Series.
Studentka dziennikarstwa i komunikacji społecznej studiów II stopnia oraz studentka mediów społecznościowych w zarządzaniu II stopnia na Wydziale Dziennikarstwa, Mediów i Komunikacji Społecznej na Uniwersytecie Jagiellońskim. Gość programów telewizyjnych i radiowych o tematyce motoryzacyjnej, a także bohaterka publikacji w prasie oraz na portalach internetowych o tematyce związanej ze sportem motorowym. Współprowadząca programu motoryzacyjnego Auto Świat GO, emitowanego na platformie Onet.pl (od 2016). Współprowadząca programu Męska Strefa, emitowanego na antenach regionalnych stacji TVP (2015-2016).

## Wyniki
- 2011 – Mistrz Polski w Kartingu 2011 w klasie KF2[6].
- 2011 – Reprezentantka Polski jako członek kadry narodowej w kartingu.
- 2012 – Uczestniczka programu szkoleniowego Formuła BMW Talent Cup.
- 2013 – Uczestniczka eliminacji do Pucharu Scirocco R-Cup na zaproszenie Volkswagen Motorsport i Komisji Kobiet w Motosporcie Fédération Internationale de l’Automobile jako jedna z 12 najlepszych kobiet kierowców z całego świata.
- 2014 – Uczestniczka pucharowych serii wyścigowych: Volkswagen Castrol Cup.
- 2015 – Uczestniczka Volkswagen Golf Cup.
- 2015 – 2016 Uczestniczka wyścigów Audi Sport TT Cup.
- 2016 – Wicemistrz Polski Hour Race.
- 2016 – Zdobywczyni 3. miejsca w wyścigu TCR Portugal na torze Estoril.
- 2016 – Zdobywczyni 3. miejsca w wyścigu Audi Sport TT Cup na torze Nürburgring.
- 2017 – Zdobywczyni 3. miejsca w wyścigu 24-godzinnym w Dubaju Hankook 24H Dubai w klasie TCR International Series[7].
- 2018 – uczestnik Mistrzostw Europy GT4 z zespołem Phoenix Racing.
- 2018 – zwycięzca wyścigu Mistrzostw Europy GT4 na torze Hungaroring.

## Nagrody
- 2013 – Laureatka nagrody "Who Zoom Award" za największą ilość udanych wyprzedzeń w BRDC Formula 4.